# Codo de anclaje

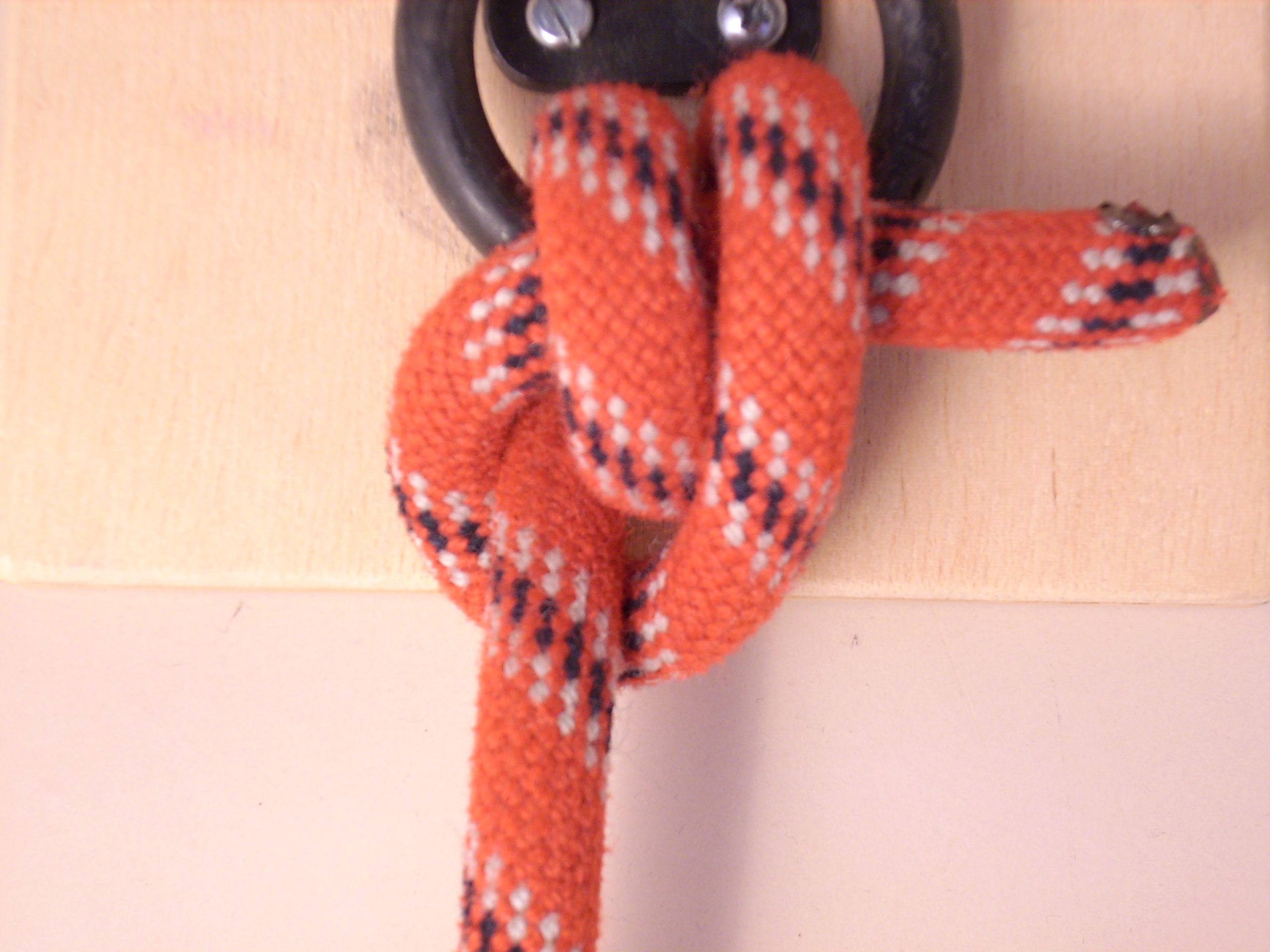
Codo de anclaje usado para amarrar un cabo a una anilla.

El codo de anclaje es un tipo de nudo que se utiliza para sujetar una cuerda a una anilla o terminación similar.

## Orígenes

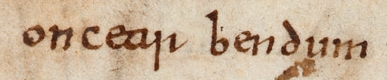
"oncear bendum", una evidencia temprana del uso de codos de anclaje por parte de los anglosajones de Beowulf.

Su nombre proviene de la época en que se entendía que "doblar" significaba simplemente "atar a"; hoy en día, un codo o curva se refiere estrictamente a un nudo que une dos líneas.

## Técnicas
Aunque el nudo puede quedar atrapado en algunos materiales modernos, por lo general se desata fácilmente después de cargas moderadas. Para evitar atascos, se puede hacer más resistente dando una vuelta adicional alrededor del objeto, lo cual creará un tramo más largo del extremo para alcanzar la parte vertical que se va a plegar. Sin embargo, en el caso de atarlo a un grillete pequeño o eslabón de una cadena, esto podría no ser posible. Este nudo es ampliamente aceptado para sujetar anclas, o más comúnmente cadenas de anclas, a urdimbres. Es muy similar a una vuelta redonda y dos medios nudos, con la diferencia de que el primer medio nudo se pasa por debajo de la vuelta. En muchos casos de uso diario, no es necesario realizar el medio enganche de acabado. Como alternativa, se podría buscar una mayor seguridad atando el extremo con un nudo estrangulador a la parte de pie.

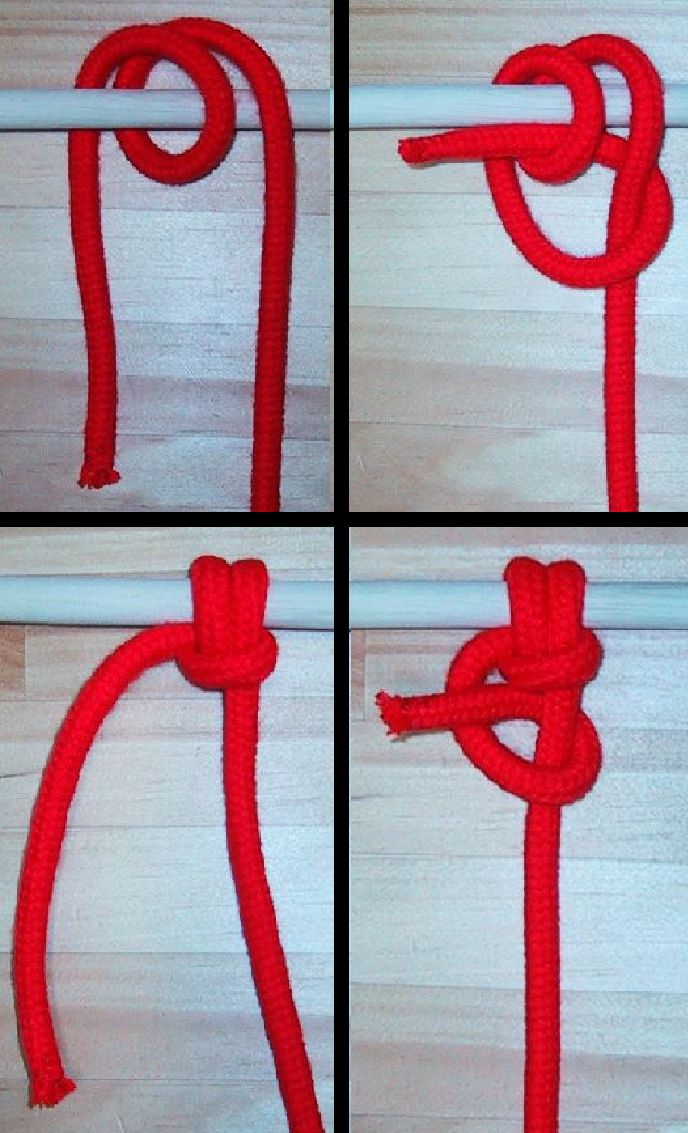
Codo de anclaje paso a paso, con medio nudo final.